# KAZSIN
KAZSIN（カズシン）は石川一宏と内藤慎也により2000年に結成された日本の音楽ユニット。
主にテレビ朝日系番組の劇伴を制作する。

## 来歴
結成の経緯は2000年、テレビ朝日系スポーツドキュメンタリー『GET SPORTS』サウンドトラックの番組テーマ曲『Ameno』のレコーディング課程であった。そのプロデュースを担当していた石川と、編曲・プログラマーに起用された内藤は、その現場で互いの音楽性に共感し、共通の趣味であるスポーツ談義によっても意気投合した。これを機に、2人はKAZSINとしての音楽活動を開始する。
2008年には日本水泳連盟公式アンセムとして、アルバム「水夢 〜 Go for VICTORY」を手がける。日本選手権・国体など全国の水泳会場で使用される。
2011年にはテレビ朝日系『報道ステーション』のスポーツテーマ曲で、一流ホーンセクションを迎えてレコーディングが行われた「MOVE ON」、新日本プロレスの内藤哲也や後藤洋央紀の入場テーマ曲も手掛ける。
2012年からはシンフォニックメタルバンドLIV MOON、クラシカルクロスオーバーボーカルグループESCOLTAのアルバム楽曲提供やプロデュースで参加、活動の場を広げている。
2013年8月に福岡で先行上映された映画『空飛ぶ金魚と世界のひみつ』のESCOLTAが歌唱する主題歌である「ひとつの空」の作曲、挿入歌「We are the BRIDGE」の編曲を手がける。

## 作品

### 編曲・プロデュース・REMIXなど
- プッチーニ『ジャンニ・スキッキ』
  - 浅田真央SP用DEMO
- サラ・ブライトマン『サラバンド』
  - テレビ朝日系「ニュースステーション」OP
- BoA『JEWEL SONG』
  - オーケストラVer
- Fin.K.L.『True Love』
  - オーケストラVer
  - 韓国ドラマ「イヴのすべて」より
- ZONE『一雫』
  - オーケストラVer
  - テレビ朝日系「小学生クラス対抗30人31脚」より
- 前田亘輝 『Always』（インストVer.）
  - テレビ朝日系「ソルトレーク五輪」より
- Ameno(G-Version)
- Ameno(GRAND-SLAM Mix)
- Ameno〜Piano Style 500〜[4]
  - テレビ朝日系「GET SPORTS」テーマ曲
- 藤田恵美『Angel Voices Calling』
- Voice Of The Brave
  - 『GET SPORTS ALBUM 2』より
- Scottish Fantasy（チェロ：大藤桂子）
  - 『GET SPORTS ALBUM』より
- 『HI・KA・RI』largo
  - 朝日放送系「熱闘甲子園」より
- 2007十日町雪祭りOP（ジュピターRemix）
- 2008十日町雪祭りOP（もののけRemix）
  - アルビレックスチアリーダー
- カルミナブラーナRemix
  - 2008ヤクルト青木宣親選手打席入場テーマ
- 梶原ひろみ『街』
  - BS朝日「にっぽん今昔道」ENDテーマ曲
- SMAP「かんばりましょう -Crazy Tomato Mix-」
  - SMAP「毒トマト殺人事件」より
- AKANE LIV『HIKARI』
  - 「FIAフォーミュラE選手権中継」ENDテーマ曲

## メディアでの使用

### テレビ番組
- テレビ朝日系
  - SMAP☆がんばりますっ!!2010 「毒トマト殺人事件」サウンドトラック
  - 日本のチカラ　サウンドトラック
  - 「報道ステーション」スポーツテーマ曲　『MOVE ON』
  - 「ANNニュース&スポーツ（土）（日）」各テーマ曲
  - 「奇跡の扉 TVのチカラ」テーマ曲他、挿入曲
  - 「NANDA!?」テーマ曲
  - サッカーロゴ「絶対に負けられない戦いが、そこにはある」
  - 「FIAフォーミュラE選手権中継」OPテーマ曲『E-MOTION』[5]
  - 「報道ステーション」スポーツテーマ曲『Miracle Shot』
  - 「サタデーステーション」「サンデーステーション」スポーツテーマ曲『Two-Seam』
  - 「スーパーベースボール」テーマ曲『FIRE BALL』
- 日本テレビ系
  - 「ガリレオの遺伝子」テーマ組曲
  - 「モーヨン」テーマ曲
- 「にっぽん今昔道」OPテーマ曲『ココロの道』（BS朝日）
- 「ゴール〜アスリートの夢」OP&EDテーマ曲（朝日放送）
- 「ひろしま深掘りライブ フロントドア」テーマソング『RED SOUL』（広島ホームテレビ）

### ラジオ番組
- ニッポン放送ショウアップナイターテーマ曲『Showup Nighter Anthem』（2012年 -、ニッポン放送）

### アニメ
- 天の覇王 北斗の拳ラオウ外伝　サウンドトラック（2008年、TOKYO MX）
- 義風堂々!! 兼続と慶次　サウンドトラック（2013年7月-、テレビ東京系）[6]
- CYBERブルー メインテーマ組曲
- DD北斗の拳　サウンドトラック[7]
- コミックゼノン （サウンドロゴ）
- Imagination Sight　サウンドトラック

### CM
- 2011年：コニカミノルタ
- 2012年：アンダーアーマー
- 2013年：アンダーアーマー、ダイナランド（サウンドロゴ）

### その他
- 新日本プロレス
  - 後藤洋央紀テーマ曲『覇道』
  - 内藤哲也テーマ曲『STARDUST』
- 大仁田厚引退試合　会場音楽全編
- 日本水泳連盟公式アンセム「水夢」（EMIミュージック・ジャパン）
- アニメ制作会社GONZOブランディングテーマ曲
- 2004年アテネオリンピックアテネ五輪 民放共通オープニング
- 松岡修造アスリート応援テーマ『CANDO』
- 劇団スーパー・エキセントリック・シアター公演『未来マヤ文明の逆襲』劇中音楽

## 楽曲提供アーティスト
LIV MOON
- 「Prologue」「Free your Soul」「Fountain of my Pleasure」「Voyage」
  - アルバム「THE END OF THE BEGINNING」より
- 「堕天使の笑み」（作詞：Zopp）「Kiss Me Kill Me」（作詞：Zopp）
  - アルバム「Symphonic Moon」より

ESCOLTA
- 「愛のうた～そよ風にのって～」「THE HIGHER WORLD」「Swing of the wind」
  - アルバム『愛のうた』より
- 「ひとつの空」「僕らの未来」
  - ミニアルバム『ひとつの空』より

AKANE LIV
- 「HIKARI」「Nostalgia」「E-MOTION」
  - アルバム「LIV」より